# Nobuyuki Nishi
Nobuyuki Nishi (jap. 西 伸幸, Nishi Nobuyuki; * 13. Juli 1985 in Kawasaki, Präfektur Kanagawa) ist ein japanischer Freestyle-Skier. Er ist auf die Buckelpisten-Disziplinen Moguls und Dual Moguls spezialisiert.

## Biografie
Nishi gewann bei den Juniorenweltmeisterschaften 2003 die Moguls-Goldmedaille. Sein Weltcup-Debüt hatte er am 6. Dezember 2003 in Ruka, wo er im Moguls-Wettbewerb Elfter wurde. In seiner Premierensaison blieb dies sein mit Abstand bestes Ergebnis, im Folgewinter kam er nicht über einen 18. Platz hinaus. Im Winter 2005/06 bestritt er lediglich die zwei letzten Weltcupwettbewerbe der Saison. Am 2. Februar 2007 wurde er in Voss Zweiter im Moguls-Wettbewerb; es blieb dies bis heute sein einziger Podestplatz im Weltcup.
In der Weltcupsaison 2007/08 klassierte sich Nishi zweimal unter den besten zehn, in der Weltcupsaison 2008/09 einmal. Bei der Weltmeisterschaft 2009 in Inawashiro gewann er im Dual-Moguls-Wettbewerb eher überraschend die Silbermedaille, wobei er sich im Finaldurchgang dem Kanadier Alexandre Bilodeau geschlagen geben musste. Mit zwei weiteren Top-10-Ergebnissen im Weltcup qualifizierte sich Nishi für die Olympischen Winterspiele 2010, bei denen er im Moguls-Wettbewerb den neunten Platz belegte.
Nishi klassierte sich in der Weltcupsaison 2010/11 bisher einmal unter den besten zehn. Bei der Weltmeisterschaft 2011 in Deer Valley überraschte er erneut, mit dem Gewinn der Dual-Moguls-Bronzemedaille.

## Erfolge

### Olympische Spiele
- Vancouver 2010: 9. Moguls
- Sotschi 2014: 14. Moguls
- Pyeongchang 2018: 19. Moguls

### Weltmeisterschaften
- Madonna di Campiglio 2007: 20. Moguls, 20. Dual Moguls
- Inawashiro 2009: 2. Dual Moguls, 4. Moguls
- Deer Valley 2011: 3. Dual Moguls, 18. Moguls
- Voss 2013: 17. Dual Moguls, 33. Moguls
- Kreischberg 2015: 18. Moguls, 22. Dual Moguls

### Juniorenweltmeisterschaften
- Marble Mountain 2003: 1. Moguls

### Weltcup
- 9 Platzierungen unter den besten zehn, davon 1 Podestplatz

### Weitere Erfolge
- 4 japanische Meistertitel (Dual Moguls 2008, 2009 und 2010, Moguls 2009)
- 2 Siege im Australian New Zealand Cup
- 2 Siege in FIS-Rennen